# Schwenckia
Schwenckia is een geslacht uit de nachtschadefamilie (Solanaceae). De soorten komen voor in de (sub)tropische regio's van Centraal-Amerika en Zuid-Amerika.

## Soorten
- Schwenckia alvaroana Benítez
- Schwenckia americana L.
- Schwenckia angustifolia Benth.
- Schwenckia breviseta Casar.
- Schwenckia curviflora Benth.
- Schwenckia elegans Carvalho
- Schwenckia filiformis Ekman ex Urb.
- Schwenckia glabrata Kunth
- Schwenckia grandiflora Benth.
- Schwenckia heterantha Carvalho
- Schwenckia huberi Benítez
- Schwenckia hyssopifolia Benth.
- Schwenckia juncoides Chodat
- Schwenckia lateriflora (Vahl) Carvalho
- Schwenckia micrantha Benth.
- Schwenckia mollissima Nees & Mart.
- Schwenckia novaveneciana Carvalhov
- Schwenckia paniculata (Raddi) Carvalho
- Schwenckia trujilloi Benth.
- Schwenckia volubilis Benth.

... · 
Acnistus · 
Anthocercis · 
Anthotroche · 
Atropa · 
Browallia · 
Brugmansia · 
Brunfelsia · 
Calibrachoa · 
Capsicum · 
Cestrum · 
Cyphomandra · 
Datura · 
Hyoscyamus · 
Iochroma · 
Lycium · 
Lycopersicon · 
Mandragora · 
Nicandra · 
Nicotiana · 
Nolana · 
Petunia · 
Physalis (Lampionplant) · 
Solanum (Nachtschade) · 
Streptosolen · 
Withania · 
...